# Berlin – Ecke Bundesplatz
Berlin – Ecke Bundesplatz ist der Titel eines Langzeit-Dokumentarfilmprojekts der Berliner Filmemacher Hans-Georg Ullrich und Detlef Gumm. Von 1986 bis 2012 haben die Dokumentarfilmregisseure die Lebensrealität der Bewohner eines Wohnviertels am Bundesplatz in Berlin-Wilmersdorf mit der Kamera begleitet. Drehbeginn war Silvester 1986/87. Bis ins Jahr 2012 – also im Zeitraum von 26 Jahren – sind insgesamt 62 Filme der Berlin – Ecke Bundesplatz-Reihe  entstanden. Das Filmmaterial umfasst ein Sendevolumen von 55 Stunden. Diese Langzeitbeobachtung ordnet die vorgefundenen Alltagsgeschichten nicht unter einen bestimmten Hauptaspekt ein. Berlin – Ecke Bundesplatz dokumentiert ein Vierteljahrhundert städtische Zeitgeschichte, die von der Lebensführung der aus unterschiedlichen sozialen Zusammenhängen stammenden zirka 30 Protagonisten geprägt ist.

## Geschichte und Produktion

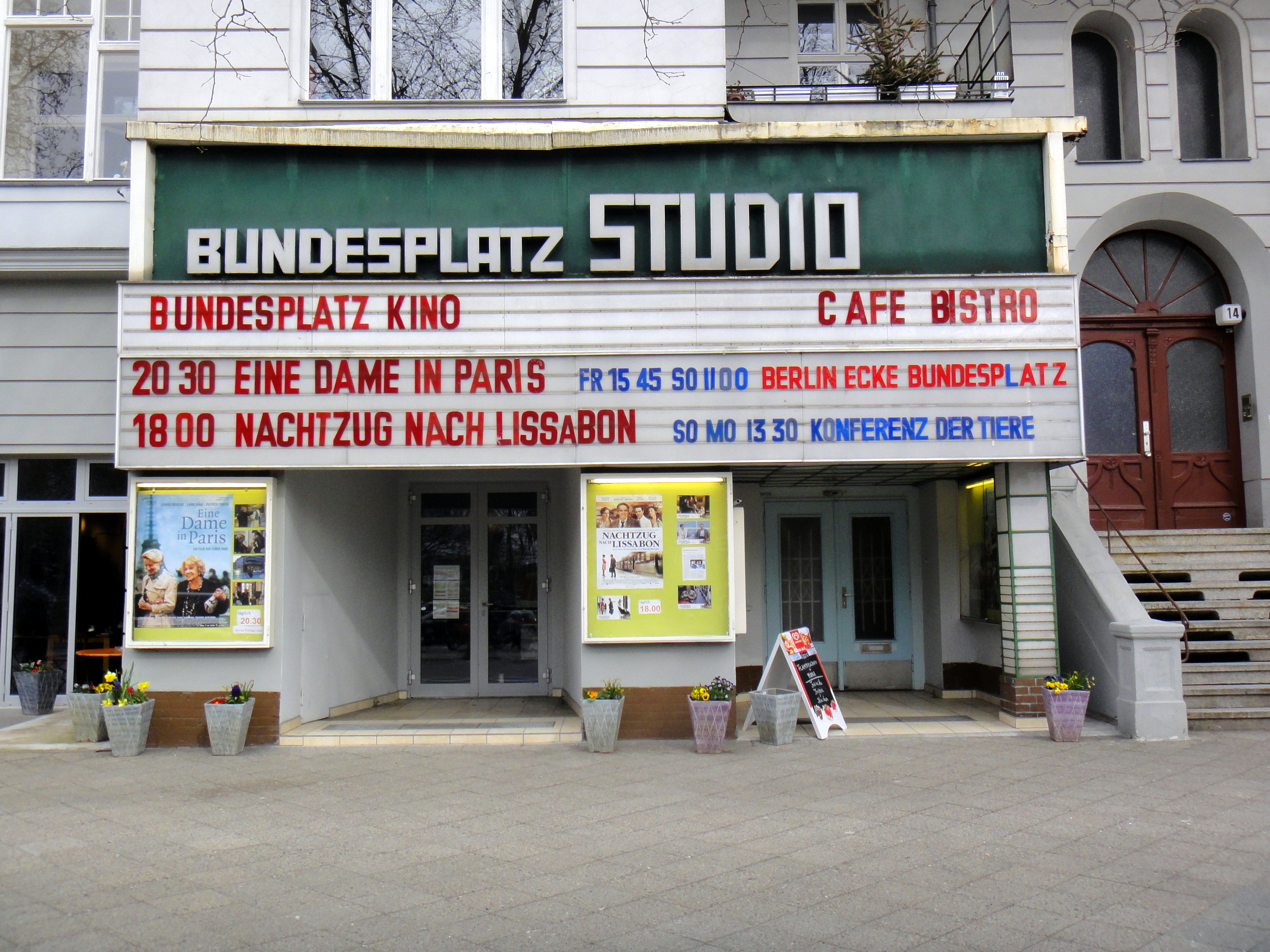
Berlin – Ecke Bundesplatz im Bundesplatz-Studio am Bundesplatz

Als gemeinsames Projekt des WDR Fernsehspiels und des WDR Kinderprogramms war die Langzeitstudie am 16. Januar 1989 erstmals im Nachmittagsprogramm der ARD zu sehen. Unter dem Titel: Berlin – Ecke Bundesplatz: Menschen auf dem Weg ins Jahr 2000 startete die erste Sendestaffel ins Fernsehprogramm. Die Produktionsfirma Känguruh Film GmbH der Filmemacher Hans-Georg Ullrich und Detlef Gumm hat die Fernsehausstrahlungen von 1989 bis 1999 im Auftrag des WDR produziert. Die sechs 90-Minutenfilme Der Aussteiger, Wilmersdorfer Witwen, Die Alleinerziehende, Der Prominentenanwalt, Bäckermeister im Kiez und Die nächste Generation sollten den Abschluss der Langzeitbeobachtung bilden. Doch die ursprüngliche Absicht, Menschen auf dem Weg bis ins Jahr 2000 zu begleiten, musste aufgrund der inzwischen zeithistorischen Bedeutung des Filmprojektes, das unter anderem auch die Vor- und Nachwendezeit in Berlin dokumentiert sowie der großen Resonanz auf die Langfilme aus dem Jahr 1999 revidiert werden. Innerhalb der öffentlich-rechtlichen Fernsehanstalten fiel der Entschluss, das Projekt Berlin – Ecke Bundesplatz unter der Federführung des WDR, des RBB und 3sat weiterzuführen.
Es folgte zunächst zwei 60-minütige Dokumentarfilme (Grenzgänger und Solisten, 2001) und im Jahr 2004 vier 90 Minutenfilme (Kinder! Kinder!, Alte Freunde, Vereinigungen, Recht und Ordnung). Detaillierte Inhaltsangaben zu allen gesendeten Bundesplatzfilmen sind bei der Onlinepräsentation der Deutschen Kinemathek - Museum für Film und Fernsehen unter www.berlin-ecke-bundesplatz.de veröffentlicht.
Die fünf 90-minütigen Bundesplatzfilme aus dem Jahr 2009 (Mütter und Töchter, Die Aussteiger, Schön ist die Jugend..., Die Köpcke-Bande und Der Yilmaz Clan) wurden im Februar 2009 auf der Berlinale in der Reihe Berlinale goes Kiez im Cosima Filmtheater, einem Kino in unmittelbarer Nachbarschaft der porträtierten Kiezbewohner am Bundesplatz, uraufgeführt, bevor die neuen Filme im Fernsehen zu sehen waren. Mütter und Töchter beschreibt die Lebenszyklen von vier Frauengenerationen einer Familie als scheinbar ewigen Kreislauf. Die Aussteiger ist ein Porträt der unkonventionellen Lebensgemeinschaft von Hans Ingebrand und Reimar Lenz. Schön ist die Jugend... beschreibt einen Bogen vom Leben und Sterben der Wilmersdorfer Witwe Berta Tomaschefski bis hin zum Aufbau eines ambulanten Pflegedienstes in deren ehemaligem Gemüseladen. In Die Köpcke-Bande porträtieren die Dokumentarfilmer die Lebenswelt einer bürgerlichen Familie, die in dieser Form in unserer Gesellschaft allmählich ausstirbt. Der Yilmaz-Clan schildert das Leben einer typisch untypischen Familie mit türkischem Migrationshintergrund über mehrere Generationen. Auf der Berlinale 2009 waren nicht nur die Bundesplatzfilme zu sehen, sondern erstmals wurden auch zahlreiche Fotos und Dokumente der letzten 22 Jahre des Projektes in einer Ausstellung im Kinofoyer präsentiert. Die Fotografin Ingeborg Ullrich hat seit Beginn der Langzeitdokumentation die Protagonisten und den Bundesplatz mit ihrer Kamera porträtiert.
Mit den vier 90-Minutenfilmen Feine Leute, Schornsteinfegerglück, Bäckerei im Kiez und Vater, Mutter, Kind fand das Vierteljahrhundert-Projekt schließlich seinen Abschluss. Drei Filme dieser letzten Sendestaffel wurden zudem mit Fördermitteln der Medienboard Berlin-Brandenburg gefördert. 2013 eröffneten die Filmemacher mit diesen Bundesplatzfilmen die Berlinale.Reihe Berlinale goes Kiez direkt am Bundesplatz im Bundesplatz-Kino. Die Ausstrahlungen der vier Filme im Fernsehen folgten auf den Sendern 3sat, WDR und RBB. Feine Leute begleitet das wechselvolle Leben des Prominenten-Anwalts Ülo Salm. Schornsteinfegerglück erzählt vom Leben des Schornsteinfegermeisters Michael Creutz und seinem Freund Karsten Schulze, deren Lebenswege mit einer gemeinsamen Ausbildung beginnen, sich dann aber beruflich scheiden. Im Film Bäckerei im Kiez geht es um Familie Dahms, die viele Jahre eine angesehene Bäckerei betreibt. Nachdem Gerhard Dahms an Kehlkopfkrebs erkrankt, pflegt seine Frau Gerda ihn liebevoll bis zum Tod und schlägt sich trotz schwerer Lebenssituation unermüdlich durchs Leben. Vater, Mutter, Kind beschreibt das Leben der Familie Rehbein. Vater Rehbein ist U-Bahn-Abfertiger, Mutter Rehbein ist Hausfrau, die gelegentlich als Propagandistin arbeitet und sich viel um die Familie sorgt, Sohn Thomas geht seinen Berufsweg mit einigen Umwegen und findet schließlich seine Berufung als freiberuflicher Fotograf.
Die Filmemacher Hans-Georg Ullrich und Detlef Gumm haben nach Abschluss der Dreharbeiten ihr Produktionsarchiv für die Öffentlichkeit zugänglich gemacht und ihr Projekt in die Hände der Deutschen Kinemathek übergeben. Dort finden sich weiterführende Informationen zu Berlin – Ecke Bundesplatz und der gesamten Dimension des Projektes sowie eine permanente Online-Ausstellung einer Auswahl von Fotografien von Ingeborg Ullrich zu den Protagonisten und zum Bundesplatz.
Eine DVD-Gesamtausgabe zu Berlin – Ecke Bundesplatz umfasst neun Filme sowie Bonusmaterial des monumentalen Projektes der Dokumentaristen Hans-Georg Ullrich und Detlef Gumm.
Mit der Präsentation auf der Berlinale 2013 endete dieses monumentale Projekt, über das auch ein Buch von Claudia Lenssen berichtet und zu dem es nun eine DVD-Gesamtausgabe gibt.

## Episoden

### Serie
- Berlin – Ecke Bundesplatz (Folge 1 – 12, je 29 Min., WDR, 1989)
- Berlin – Ecke Bundesplatz (Folge 13 – 24,  je 30 Min., WDR, 1993)
- Berlin – Ecke Bundesplatz (Folge 25 – 36,  je 30 Min., WDR, 1998)
  - Folge 25: Ortstermin (25 Min., WDR, 1998)
  - Folge 26: Familie Dahms (25 Min., WDR, 1998)
  - Folge 27: Michael Creutz (25 Min., WDR, 1998)
  - Folge 28: Familie Rehbein (25 Min., WDR, 1998)
  - Folge 29: Familie Kaufmann (25 Min., WDR, 1998)
  - Folge 30: Mike Galinnus (25 Min., WDR, 1998)
  - Folge 31: Ülo Salm (25 Min., WDR, 1998)
  - Folge 32: Karlheinz Gerhus (25 Min., WDR, 1998)
  - Folge 33: Familie Köpcke (25 Min., WDR, 1998)
  - Folge 34: Familie Evers (25 Min., WDR, 1998)
  - Folge 35: Familie Ottenberg (25 Min., WDR, 1998)
  - Folge 36: Berta Tomaschefski und Dirk Danker (25 Min., WDR, 1998)

### Filme
- Berlin – Ecke Bundesplatz (Langfilm 1 und 2, je 94 Min., WDR, 1991)
- Berlin – Ecke Bundesplatz (Langfilm 3,4 und 5, je 90 Min., WDR, 1995)
- Der Aussteiger (90 Min., WDR, 1999)
- Wilmersdorfer Witwen (90 Min., WDR, 1999)
- Die Alleinerziehende (90 Min., WDR, 1999)
- Der Prominentenanwalt (90 Min., WDR, 1999)
- Bäckermeister im Kiez (90 Min., WDR, 1999)
- Die nächste Generation (90 Min., WDR, 1999)
- Grenzgänger (60 Min., 3sat, WDR, SFB, 2001)
- Solisten (60 Min., 3sat, WDR, SFB, 2001)
- Kinder! Kinder! (89 Min., WDR, RBB, 3sat, 2004)
- Alte Freunde (89 Min., WDR, RBB, 3sat, 2004)
- Vereinigungen (89 Min., WDR, RBB, 3sat, 2004)
- Recht und Ordnung (89 Min., WDR, RBB, 3sat, 2004)
- Mütter und Töchter (90 Min., WDR, RBB, 3sat, 2009)
- Die Aussteiger (90 Min., WDR, RBB, 3sat, 2009)
- Yilmaz-Clan (90 Min., WDR, RBB, 3sat, 2009)
- Schön ist die Jugend (90 Min., WDR, RBB, 3sat, 2009)
- Die Köpcke Bande (90 Min., WDR, RBB, 3sat, 2009)
- Feine Leute (90 Min., WDR, RBB, 3sat, Medienboard Berlin-Brandenburg, 2013)
- Schornsteinfegerglück (90 Min., WDR, RBB, 3sat, Medienboard Berlin-Brandenburg, 2013)
- Bäckerei im Kiez (90 Min., WDR, RBB, 3sat, Medienboard Berlin-Brandenburg, 2013)
- Vater Mutter Kind (90 Min., WDR, 3sat, 2013)

## Wissenschaftliche Arbeiten, Bücher und DVDs

### Wissenschaftliche Arbeiten
- Dufke, Claudia: Biographie und Alltagsleben in der dokumentarischen Langzeitbeobachtung Berlin – Ecke Bundesplatz (1989/1991) – Beschreibung und Analyse einer Versuchsanordnung.  - Magisterarbeit entstanden am Fachbereich Neuere Deutsche Literatur und Kunstwissenschaften der Philipps-Universität Marburg, Mai 1992, Marburg.
- Tochatschek, Bernd: Langzeitdokumentation im Film am Beispiel Berlin – Ecke Bundesplatz. – Schriftliche Hausarbeit zur Erlangung des akademischen Grades Diplom-Kommunikationswirt an der Fakultät 02 – Gestaltung – der Universität der Künste Berlin, 28. September 2004, Göppingen.

### Buchveröffentlichungen
- Kubitz, Peter Paul: Berlin – Ecke Bundesplatz oder wie das Leben so spielt – Das Buch zur TV-Reihe Berlin – Ecke Bundesplatz, Mitarbeit: Doris Erbacher, Fotografien: Ingeborg Ullrich, Henschel Verlag, Berlin 1999, ISBN 3-89487-335-3
- Lenssen, Claudia: Berlin – Ecke Bundesplatz. Das Buch. be.bra Verlag, Berlin 2013, ISBN 978-3-8148-0199-5

### DVD-Gesamtausgabe
- Berlin - Ecke Bundesplatz 1986–2012 (9 Filme + 60 Min. Bonusmaterial auf 5 DVDs in Komplettbox), absolut MEDIEN, Berlin 2013, ISBN 978-3-8488-4003-8